# Pleiocarpidia sintangensis
Pleiocarpidia sintangensis är en måreväxtart som beskrevs av Cornelis Eliza Bertus Bremekamp. Pleiocarpidia sintangensis ingår i släktet Pleiocarpidia och familjen måreväxter. Inga underarter finns listade i Catalogue of Life.